# Kabinet-Raab III
De Oostenrijkse bondsregering Raab III kwam na de parlementsverkiezingen van 10 mei 1959 tot stand. De onderhandelingen voor de nieuwe coalitie van ÖVP en SPÖ verliepen zeer moeizaam. Aanvankelijk leken de onderhandelingen zelfs te strandden, maar door ingrijpen van bondspresident Adolf Schärf werd er uiteindelijk toch een nieuwe coalitie gevormd. Deze coalitie had 157 van de 165 zetels in de Nationale Raad. Omdat de sociaaldemocratische SPÖ een belangrijke verkiezingsoverwinning had geboekt, werd de positie van die partij in de bondsregering versterkt. Zo werd er voor het eerst een socialist, Bruno Kreisky, bondsminister van Buitenlandse Zaken en werd de positie van de vice-kanselier, Bruno Pittermann, versterkt door hem ook het beheer van de staatsbedrijven toe te kennen.
De nieuwe bondsregering trad op 16 juli 1959 aan. Op 3 november 1960 diende de regering echter zijn ontslag in, om vervolgens op diezelfde datum door bondspresident Schärf in vrijwel ongewijzigde vorm weer te worden benoemd. Deze bondsregering Raab IV kwam echter ook al spoedig tot een einde toen de ÖVP in april 1961 besloot om Raab als bondskanselier te vervangen door Alfons Gorbach.
| Bondsminister             | Ambtsdrager                                                                                    | Partij  | Staatssecretaris                                                                                                |
| ------------------------- | ---------------------------------------------------------------------------------------------- | ------- | --- |
| Bondskanseliersambt       | Bondskanselier: Julius Raab Vice-kanselier: Bruno Pittermann (v.a. 29 juli 1959)               | ÖVP SPÖ | |
| Binnenlandse Zaken        | Josef Afritsch                                                                                 | SPÖ     | Franz Grubhofer (ÖVP)                                                                                           |
| Justitie                  | Otto Tschadek (tot 23 juni 1960) Christian Broda (v.a. 23 juni 1960)                           | SPÖ     | |
| Onderwijs                 | Heinrich Drimmel                                                                               | ÖVP     | |
| Sociale Zekerheid         | Anton Proksch                                                                                  | SPÖ     | |
| Financiën                 | Reinhard Kamitz (tot 17 juni 1960) Eduard Heilingsetzer (v.a. 17 juni 1960)                    | ÖVP     | |
| Land- en Bosbouw          | Eduard Hartmann                                                                                | ÖVP     | |
| Handel en Wederopbouw     | Fritz Bock                                                                                     | ÖVP     | Eduard Weikhart (SPÖ)                                                                                           |
| Verkeer en Elektrificatie | Karl Waldbrunner                                                                               | SPÖ     | |
| Landsverdediging          | Ferdinand Graf                                                                                 | ÖVP     | Max Eibegger (SPÖ) (tot 19 oktober 1959) Otto Rösch (SPÖ) (v.a. 19 oktober 1959)                                |
| Buitenlandse Zaken        | Bruno Kreisky (v.a. 31 juli 1959, voordien als minister verbonden aan het Bondskanseliersambt) | SPÖ     | Franz Gschnitzer (ÖVP) (v.a. 31 juli 1959, voordien als staatssecretaris verbonden aan het Bondskanseliersambt) |

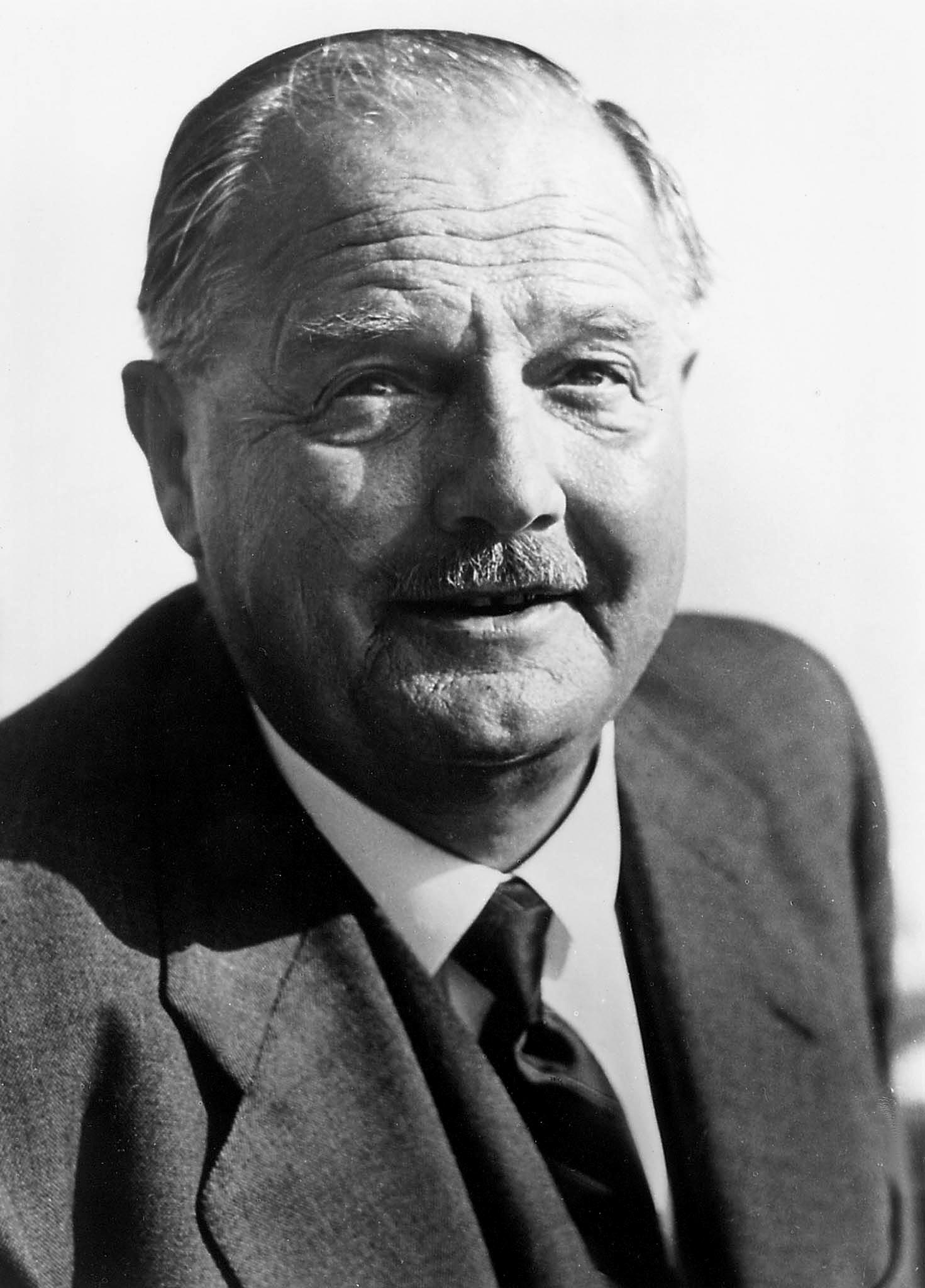
Bondskanselier Julius Raab (ÖVP)
Vice-kanselier Bruno Pittermann (SPÖ)

Renner · Figl I · Figl II · Figl III · Raab I · Raab II · Raab III · Raab IV · Gorbach I · Gorbach II · Klaus I · Klaus II · Kreisky I · Kreisky II · Kreisky III · Kreisky IV · Sinowatz · Vranitzky I · Vranitzky I · Vranitzky III · Vranitzky IV · Vranitzky V · Klima · Schüssel I · Schüssel II · Gusenbauer · Faymann I · Faymann II · Kern · Kurz I · Bierlein · Kurz II · Schallenberg · Nehammer · Stocker